# Banks, Alabama
Banks là một thị trấn thuộc quận Pike, tiểu bang Alabama, Hoa Kỳ. Dân số năm 2009 là 222 người, mật độ đạt 43 người/km².